# Sikstinska Madona
Sikstinska Madona, imenovana tudi Madonna di San Sisto, je oljna slika italijanskega umetnika Rafaela. Sliko je leta 1512 naročil papež Julij II. za cerkev sv. Siksta v Piacenzi. Platno je bilo ena zadnjih Madon, ki jih je naslikal Rafael. Giorgio Vasari jo je označil za »resnično redko in izjemno delo«.
Slika je bila preseljena v Dresden leta 1754 in je znana po svojem vplivu na nemški in ruski umetniški sceni. Po drugi svetovni vojni so jo za desetletje preselili v Moskvo, preden so jo vrnili v Nemčijo.

## Kompozicija
Oljna slika meri 265 cm za 196 cm. Na sliki je Madona, ki drži otroka Jezusa, ob njej sta sv. Sikst in sveta Barbara, stoji na oblakih pred desetinami zakritimi kerubini, medtem ko dva značilna krilata kerubina počivata na komolcih pod njo.

## Slikarski material
Pigmentna analiza Rafaelove mojstrovine razkrije običajne pigmente renesančnega obdobja, kot so malahit, pomešan z avripigmentom v zeleni draperiji na vrhu slike, naravni ultramarin, pomešan s svinčeno belo v modro obleko Madone in mešanico svinčeno-kositreno rumene barve, cinober rdečo in svinčeno belo v rumenem rokavu svete Barbare.

## Zgodovina
Sliko je naročil papež Julij II. v čast njegovega pokojnega strica papeža Siksta IV. kot oltarno sliko za baziliko cerkve benediktinskega samostana sv. Siksta v Piacenzi, s katero je družina Rovere imela dolg odnos. Naročilo je zahtevalo, da slika prikazuje svetnika Sikta in Barbaro. Legenda pravi, da je Antonio da Correggio, ko je prvič videl sliko, začel jokati: »In tudi jaz sem slikar!« 

### Premestitev v Nemčijo
Leta 1754 je Avgust III. Poljski sliko kupil za 110.000 - 120.000 frankov, nato pa jo je prenesel v Dresden. To je ostala najvišja cena, plačana za katero koli sliko več desetletij. V Nevidnih mojstrovinah iz leta 2001 Hans Belting in Helen Atkins opisujeta vpliv, ki ga je slika imela v Nemčiji:
Kot nobeno drugo umetniško delo je Rafaelova Sikstinska Madona v Dresdnu sprožila domišljijo Nemcev in jih združila ali razdelila v razpravah o umetnosti in religiji .... Vedno znova je ta slika veljala za »vrhunsko med slikami na svetu« in ji priznavali vzdevek 'božanska'...«.
Če so zgodbe pravilne, je slika takoj dosegla svoj pomen, saj naj bi bil Avgust prestavil svoj prestol, da bi jo bolje prikazal. Sikstinsko Madono je proslavil Johann Joachim Winckelmann v svojem priljubljenem in vplivnem Geschichte der Kunst des Alterthums (1764), kjer je sliko predstavil v javnosti in v središču razprave o relativni razsežnosti njenih klasičnih in krščanskih elementov. Nemci, ki so Rafaela prikazovali kot 'pobožnega kristjana' in 'božanskega' pogana (s svojo izrazito neprotestantsko Marijo, ki bi lahko bila prav tako Junona), so Nemci implicitno povezali sliko v legendo o njem, Rafaelove sanje. V zadnjih desetletjih 18. stoletja legenda - ki se je prebila v številne zgodbe in celo predstavo – predstavlja Rafaela kot nebeško vizijo, ki mu je omogočila, da predstavi svojo božansko Madono. Trdi se, da je slika vzburila številne gledalce in da so bili nekateri ob pogledu na platno premeščeni v stanje religiozne ekstaze, podobne Stendhalovemu sindromu (vključno z enim Freudovih bolnikov). Ta skoraj čudežna moč slike je postala ikona nemškega romantizma 19. stoletja. Slika je vplivala na Goetheja, Wagnerja in Nietzscheja. Po Dostojevskem je bila slika »največje razodetje človeškega duha«. Legenda pravi, da je med dresdensko vstajo maja 1849 Mihail Bakunin »(neuspešno) svetoval revolucionarni vladi, naj iz Gemäldegalerie odstrani Rafaelovo Sikstinsko Madono in jo obesi na barikade na vhodu v mesto, z obrazložitvijo, da so bili Prusi preveč kultivirani, da bi se upali streljati na Rafaela«. Situacionistična Internacionala je zgodbo pozvala kot »dokaz, kako se lahko umetnost preteklosti uporablja v sedanjosti«. Leta 1855 se je v stavbi, ki jo je oblikoval Gottfried Semper, odprl muzej Neues Königliches, Sikstinska Madona pa je dobila svojo sobo.

### Druga svetovna vojna in sovjetska prilastitev
Sikstinska Madona je bila rešena pred uničenjem med bombardiranjem Dresdna v drugi svetovni vojni, vendar so pogoji, v katerih je bila rešena in poznejša zgodovina dela predmet polemike. Slika je bila z drugimi umetniškimi deli shranjena v predoru v Saški Švici; ko je nanje naletela Rdeča armada, so jih prevzeli. Sliko so začasno odstranili v Pillnitz, od koder so jo v škatli na tovornjaku prepeljali v Moskvo. Tam je pogled na Madono napeljal vodjo umetnosti Sovjetske zveze Mihaila Hrapčenka, da je izjavil, da bo Puškinov muzej zdaj lahko prevzel mesto med velikimi svetovnimi muzeji.
Leta 1946 je bila slika začasno razstavljena na omejeni razstavi v Puškinu, skupaj z nekaterimi drugimi zakladi, ki so jih Sovjeti pridobili. Toda leta 1955 so se po smrti Josipa Stalina sovjeti odločili, da bodo umetnino vrnili v Nemčijo, »z namenom krepitve in nadaljnjega napredka prijateljstva med sovjetskim in nemškim narodom«. Sledilo je  nekaj mednarodne polemike s tiskom po vsem svetu, ki navaja, da je bila dresdenska umetniška zbirka poškodovana v sovjetskem skladišču. Sovjeti so nasprotovali, da so koščke dejansko rešili. Tunel, v katerem je bila umetnina shranjena v Saški Švici, je bil podnebno nadzorovan, vendar po besedah sovjetskega tiskovnega predstavnika oblast ob odkritju zbirke ni zavarovala, kosi pa so bili izpostavljeni vlažnim razmeram v podzemlju.
Sovjetski sliki Partizanske Madone iz Minska Mihaila Savitskega in In svet je rešen Maja Danciga temeljita na Sikstinski Madoni.

## Sodobni prikaz
Po vrnitvi v Nemčijo je bila slika obnovljena za prikaz v Gemäldegalerie Alte Meister, kjer so jo v zbirki izpostavili vodniki, ki jo različno opisujejo kot 'najbolj znano', 'vrh', 'mojstrovino' in 'vrhunec zbirke'. Od 26. maja do 26. avgusta 2012 je dresdenska galerija praznovala 500-letnico slike.

## Kerubina
Krilata angela pod Marijo so vidni element slike, ki je sam po sebi znan. Že leta 1913 je Gustav Kobbé izjavil, da »noben kerubin ali skupina kerubinov ni tako znana kot dva, ki sta naslonjena na oltarni vrh, in sta naslikana na dnu slike«. Razglednice, majice, nogavice in ovojni papir so predmet prodaje. Ta kerubina sta navdihnila legende. Glede na članek iz Fra Magazine iz leta 1912: ko je Rafael slikal Madono, bi ga otroci njegovega modela prišli gledat. Tako kot jih videl, pravi zgodba, jih je dodal na sliko. Druga zgodba, ki jo je pripovedovala revija St. Nicholas Magazine iz leta 1912, pravi, da sta Rafaela navdihnila dva otroka, ki ju je srečal na ulici, ko ju je videl, kako »hudomušno gledata v okno pekarne«.